# Non chiederci la parola che squadri da ogni lato
Non chiederci la parola che squadri da ogni lato è una poesia scritta nel 1923 da Eugenio Montale. 
Apre l'omonima sezione nell'opera Ossi di seppia.

## Commento
Montale si rivolge al consueto interlocutore invitandolo a meditare sulla crisi di certezze dell'uomo contemporaneo, che spesso cade nell'inganno di poter trovare una formula risolutiva (la parola che squadri da ogni lato) o una spiegazione sicura alle sue inquietudini e alle vicende della storia.
Celebre rimase il monito finale: "Codesto solo oggi possiamo dirti, / ciò che non siamo, ciò che non vogliamo". In ultima analisi l'unica verità che è data all'uomo è la coscienza dell'impossibilità di avere qualche certezza, ovvero una coscienza in negativo, in un mondo indecifrabile e inconoscibile.
Significativa è in tale ottica la scelta dell'autore di utilizzare i verbi al plurale, per sottolineare la condivisione di questa consapevolezza con l'intero genere umano. 